# Svenska kyrkan i Göteborg
Svenska kyrkan i Göteborg har genom tiderna varit organiserad på olika sätt inom stadens gränser. 

## Kyrklig samfällighet
Svenska kyrkan i Göteborg var mot slutet den vanliga benämningen på den tidigare Göteborgs kyrkliga samfällighet, en kyrklig samfällighet som utgjordes av de 28 församlingar som ligger i Göteborgs kommun. Samfälligheten bildades redan 1883 av de dåvarande åtta församlingarna som låg inom stadens område, samfälligheten har sedan vuxit med kommunen. Samfälligheten upphörde 2018 och verksamheten tas därefter om hand i de olika pastoraten och självständiga församlingarna, vilka har egen ekonomi.

## Historia
Staden Göteborg grundades 1621 på Örgryte sockens mark men området innanför stadsgränsen administrerades inte av socknen. Vid Göteborgs grundande bildades två församlingar för invånarna inom stadens gränser: Gustavi församling och tyska församlingen.
Med åren tillkom flera församlingar, år 1883 fanns åtta församlingar, ett antal som växte allt eftersom staden växte. Församlingsindelningen användes även för att dela in staden för administrativa ändamål.